# Pyrrorhiza neblinae
Pyrrorhiza es un género monotípico de plantas tuberosas de la familia Haemodoraceae.  Su única especie: Pyrrorhiza neblinae Maguire & Wurdack, Mem. New York Bot. Gard. 9: 318 (1957), es originaria del sur de Venezuela en la sierra de la Neblina.

## Taxonomía
Pyrrorhiza neblinae fue descrita por  Maguire & Wurdack y publicado en Memoirs of The New York Botanical Garden 9(3): 318. 1957.